# NGC 5321
NGC 5321 (również PGC 49148) – galaktyka spiralna z poprzeczką (SB0-a), znajdująca się w gwiazdozbiorze Psów Gończych. Odkrył ją John Herschel 29 kwietnia 1827 roku.